# السهم الأشقر
السهم الأشقر (بالإسبانية: Saeta rubia)‏ هو فيلم إسباني تم إنتاجه في عام 1956 من إخراج فلوريان راي وبطولة ألفريدو دي ستيفانو، وأنطونيو كاسال، وأنطونيو أوزوريس، وماري لامار، ووجاسينتو كوينكوسيس في الأدوار الرئيسية، جسد فيه دي ستيفانو، أحد نجوم فريق ريال مدريد في الخمسينيات، شخصيته الحقيقية. يشير عنوان الفيلم إلى لقبه الذي عرف به وهو لاعب. تم إنتاجه بواسطة شركة Suevia Films ، وهوي أحدي شركات إنتاج الأفلام الرائدة في إسبانيا في ذلك العصر.

## حبكة
الفيلم هو سيرة ذاتية لألفريدو دي ستيفانو الذي سافر من الأرجنتين إلى مدريد في محاولة للفوز بالشهرة والثروة كلاعب كرة قدم.
يتظاهر بعض السارقين بأن سائقًا قد صدم أحدهم وفي الضجة التي تلت ذلك قاموا بسرقة محفظته. وبعد ذلك، تبين أنها للاعب كرة القدم الشهير ألفريدو دي ستيفانو، المعروف باسم "لا سايتا روبيا". بسبب إعجابهم بالنجم، قرر الأطفال إعادتها إليها. منذ ذلك الحين، سيصبح الزوجان دي ستيفانو صديقين للأولاد وسيخططون لإنشاء فريق كرة قدم يسمى "سايتا"، بهدف إعادة تثقيفهم حتى يصبحوا أشخاصًا صادقين.
ولد المخرج السينمائي خافيير سيتو في 1 يناير 1926 في ليدا وتوفي في مدريد في 1 يناير 1950. يعتبر عام 1950 أكثر إنتاجية لمخرج حافيير ولديه ما لا يقل عن 8 أفلام تعتبر بارزة في جميع أنحاء العالم.

## توزيع الأدوار
- ألفريدو دي ستيفانو في دور ألفريدو دي ستيفانو
- دوناتيلا ماروسو في دور جوليا ري
- ماري لامار في دور ماريا
- خاسينتو كينكوسيس في دور إجناسيو سانشو
- نيكولاس د. بيرشيكوت في دور السيد جوستو
- ماريا جاميز في دور دوميتيلا
- سانتياغو ريفيرو قاضيا
- فرناندو ديلجادو في دور الأخ يسوع
- فاليريانو أندريس كمذيع إذاعي
- زان داس بولاس بدور سائق سيارة أجرة
- أنطونيو أوزوريس كمشجع
- كارلوس روميرو مارشينت في دور شيكو

## اللاعبين والمدربين
- خوان ألونسو في دور ألونسو
- بيريز بايا في دور بيريز بايا
- خواكين نافارو بيرونا في دور نافارو
- إنريكي مارسال في دور مارسال
- ماركوس ألونسو إيماز مثل ماركوس
- روكي اولسين في دور أولسين
- رافييل ليسميس بدور ليسميس
- باكو خينتو في دور خنتو
- ميغيل مونيوز في دور مونيوز
- خوسيه ماريا زاراغا في دور زاراجا
- هيليودورو كاستانيو بيدروسا في دور كاستانيو
- لويس مولوني في دور مولوني
- خوسيه بيسيريل في دور بيسيريل
- خوسيتو مثل خوسيتو
- مانويل بوينو مثل مانولين
- خوسيه فيلالونغا في دور فيلالونغا